# Jekatierina Kondratjewa
Jekatierina Kondratjewa (ros. Екатери́на Кондра́тьева, ur. 8 kwietnia 1982) – rosyjska lekkoatletka, sprinterka.

## Osiągnięcia
- 2 medale Uniwersjady (Daegu 2003, sztafeta 4 × 400 metrów - złoto i bieg na 200 metrów - srebro)
- 6. miejsce mistrzostw Europy (bieg na 200 metrów, Göteborg 2006)

W 2004 odpadła w ćwierćfinałowych biegach na 200 metrów podczas igrzysk w Atenach.

## Rekordy życiowe
- bieg na 100 metrów - 11,40 (2004)
- bieg na 200 metrów - 22,64 (2004)

29 stycznia 2005 rosyjska sztafeta 4 × 200 metrów w składzie Kondratjewa, Irina Chabarowa, Julija Pieczonkina, Julija Guszczina ustanowiła do dziś aktualny rekord świata – 1:32,41.